# Christophe Piette
Pour les articles homonymes, voir Piette.
Chistophe Pierre Piette, est un médecin et homme politique français né le 23 janvier 1743 à Lassay-les-Châteaux où il est mort le 17 mai 1836. Il fut maire de Lassay-les-Châteaux, membre du Conseil général de la Mayenne ainsi que Chevalier de la Légion d'Honneur. Il est le grand-oncle du peintre Ludovic Piette.

## Biographie

### Origine
La famille Piette est une famille notable de Lassay, qui se titrait des terres de Baladé (Aron) et de Montfoucault (Melleray-la-Vallée).
Il est le fils de Jean Piette et d'Anne Turmeau. Son père était sieur de Montfoucault, conseiller du roi, et président du grenier à sel de Lassay. Jean Piette eut entre autres enfants : Jean-Baptiste , président au grenier à sel ; Gilles-Jean Piette du Vaublin, prêtre de l'Oratoire, qui vivaient en 1786 ; et Christophe.

### Parcours
Christophe Piette étudia la médecine à Angers, prit le doctorat à la Faculté de Montpellier (2 mars 1768), et s'établit à la Bretonnière près de Lassay. 
Pionnier de l'héliothérapie, il signa de son nom une invocation au soleil guérisseur sur le cadran solaire de sa demeure. Syndic de la ville de Lassay de 1775 à la Révolution française, il est membre du district de Lassay en 1787.

### Révolution française
Membre du district de Lassay, dont il fait partie en 1789, il fut chargé de la correspondance entre la municipalité et l'assemblée provinciale du Mans. Il fut envoyé à ce titre deux fois en députation à Paris auprès de l'Assemblée nationale constituante pour faire changer un décret nuisible aux intérêts du canton et de la ville puis auprès du Ministère de la Guerre pour conserver le détachement du Régiment de Royal-Roussillon qui maintenait l'ordre. Il protesta dans une lettre écrite à la Gazette de Paris (17 mai 1791) contre les accusations portées contre le détachement du Royal-Roussillon, en garnison à Lassay depuis vingt mois.

### Exil
Mais il se montra assez rapidement hostile aux excès de la Révolution française. Il se vit en butte aux persécutions de Louis Saint-Martin du Plessis, et suspect durant la Terreur, il dut se cacher avec ses enfants. Il se retira à Bais le 12 avril 1793, exerçant la médecine pour le bien des communes voisines. Le 12 février 1794, il fuyait à Courcité devant le vouloir du Comité révolutionnaire de Bais qui lui refusait un certificat et l'accusait de s'entendre avec les ennemis du gouvernement. Ses deux filles adressaient des mémoires en sa faveur au Représentant en mission René François-Primaudière le 21 février et le 12 avril 1794. Il erra dit-on à Évron, Verneuil, Marseille. Son fils, Christophe-Benjamin, était resté à Marseille où il avait commencé ses études chez son oncle, supérieur de l'Oratoire. On le considérait, dit le mémoire, comme émigré (L 62). Il s'exila en Hollande, et finalement à Altona, près de Hambourg.

### Le retour
On le retrouve en janvier 1795 à Villaines-la-Juhel, où il exerçait son art de médecin. Rentré en 1799, il restaura l'Église Saint-Fraimbault de Lassay. 

### Premier Empire
Considérant Napoléon Bonaparte comme un usurpateur, il ne voulut, selon le docteur Morisset, jamais accepter de fonction du régime impérial. Il fut toutefois désigné médecin des épidémies de l'Arrondissement de Mayenne le 19 juillet 1805 ; et par ailleurs nommé conseiller général de la Mayenne le 26 novembre 1804. Il est désigné comme un des Grands notables du Premier Empire du département de la Mayenne.
Il conserva la fonction de conseiller général jusqu'à sa démission en 1824, pour raisons de santé. Il terminait sa lettre de démission en proclamant : je suis né et je mourrai royaliste. Il se plaignit auprès du préfet Nicolas François Harmand d'Abancourt des méfaits des empiriques qui exerçaient alors la médecine sans formation.

### Seconde Restauration
Sous la Seconde Restauration, il est maire de Lassay, de 1815 à 1823, il fut décoré de la Légion d'honneur le 1er mai 1821. Il fut nommé inspecteur et directeur des chemins vicinaux des cantons du Horps et de Lassay le 1er juin 1821. 
« Cet individu, renommé pour l'énergie de son caractère, a, dans le canton le plus pauvre et le plus difficile à contenir, échappé à tous les dangers auxquels l'exposait son attachement à la cause du roi. Depuis qu'il est maire de Lassay, il a su créer des ressources pour former la garde nationale avec laquelle il maintient l'ordre ; pour ouvrir des chemins dans le plus le plus impraticable du département. Son bourg était devenu fameux par les désordres de tous genres et par les crimes qui s'y renouvelaient chaque année ; le docteur Piette, depuis qu'il est maire, a exercé une telle surveillance, il a montré une telle fermeté, qu'il n'y avait pas eu de un délit grave, et, dans ces derniers temps, pas un mouvement de trouble malgré la détresse de son canton, qui n'a recueilli cette année aucune espèce de récolte. Proposition du préfet de la Mayenne en décembre 1816, pour la Légion d'Honneur. »
Conseiller général, maire de Lassay, il en releva le collège en 1820.

### Médecine
Il est nommé médecin inspecteur des eaux de Bagnoles en juin 1823. Il est membre correspondant de l'Académie de Médecine en avril 1825 sur la proposition de René-Nicolas Dufriche Desgenettes. Il déclina son admission à la Société des sciences physiques, chimiques et des arts industriels en juin 1832, à cause de son grand âge. Le docteur Morisset indique qu'il se rendait encore à 92 ans régulièrement à Bagnoles en cheval faute de route carrossable. 
Christophe Piette décède à la Bretonnière, veuf depuis 50 ans. Son corps est inhumé au cimetière de Saint-Fraimbault-de-Lassay.

## Filiation
- Jean Piette, époux d'Anne Turmeau
  - Jean-Baptiste Piette, président au grenier à sel de Lassay, 1746, 1789, mari de Renée-Françoise Patrice de la Fuye
    - Jean-Baptiste Piette (1773-1839)
    - François Piette
      - Ludovic Piette

  - Gilles-Jean Piette du Vaublin
  - Christophe Piette. Il avait épousé peu après son retour de Montpellier le 22 avril 1771 à Lassay Marie Foucher[4].
    - Marie Anne Piette
    - Françoise Piette, née le 11 mars 1772, et décédée à la Bretonnière, le 15 décembre 1837, célibataire
    - Anne Piette, née le 10 mars 1773
    - Gilette Sophie Piette, née le 24 avril 1774, épouse de Julien Leroy des Barres
    - Christophe Benjamin, né le 11 janvier 1779.